# Thomasville (Misuri)
Thomasville es un lugar designado por el censo ubicado en el condado de Oregon en el estado estadounidense de Misuri. En el Censo de 2010 tenía una población de 68 habitantes y una densidad poblacional de 69,09 personas por km².

## Geografía
Thomasville se encuentra ubicado en las coordenadas 36°47′27″N 91°32′2″O / 36.79083, -91.53389. Según la Oficina del Censo de los Estados Unidos, Thomasville tiene una superficie total de 0.98 km², de la cual 0.97 km² corresponden a tierra firme y (1.84%) 0.02 km² es agua.

## Demografía
Según el censo de 2010, había 68 personas residiendo en Thomasville. La densidad de población era de 69,09 hab./km². De los 68 habitantes, Thomasville estaba compuesto por el 100% blancos, el 0% eran afroamericanos, el 0% eran amerindios, el 0% eran asiáticos, el 0% eran isleños del Pacífico, el 0% eran de otras razas y el 0% pertenecían a dos o más razas. Del total de la población el 1.47% eran hispanos o latinos de cualquier raza.